# Нуммі (Турку)
Нуммі (фін. Nummi іноді — Нумменмякі, Нумменпака, Нумменпакка або просто Пакка; по-шведськи — Нумміс, швед. Nummis або Нуммісбакен) — один із районів міста Турку, що входить до Центрального територіального округу і частково до округу Нуммі-Галін. 

## Географічне положення
Район утворює одне з передмість Турку і розташований на північний схід від центральної частини міста, на південь від річки Аури. 

## Історія
Район є одним із найстаріших передмість Турку. До його складу увійшли колишні сільські поселення — Ганнунніїтту (Hannunniittu) і Куувуорі (Kuuvuori). Пізніше на території району була побудоване студентське поселення — найбільше студентське селище в Турку. 
На території району розташована одна з середньовічних церков — храм Святої Катерини Олександрійської. Церква побудована в 1351 році і нині входить до числа об'єктів культурної спадщини Фінляндії. 

## Населення
Район є одним з чотирьох найбільш густонаселених в Турку: у 2004 чисельність населення району становила 7 011 осіб, з яких діти молодше 15 років — 10,03%, а старше 65 років — 8,17%. Фінською мовою як рідною володіли 87,98%, шведською  — 5,65%, а іншими мовами — 6,38% населення району.